# Malato deidrogenasi (accettore)
La malato deidrogenasi (accettore) è un enzima appartenente alla classe delle ossidoreduttasi, che catalizza la seguente reazione:
(S)-malato + accettore ⇄ ossalacetato + accettore ridotto
L'enzima è una flavoproteina (FAD).